# Ligularia melanocephala
Ligularia melanocephala là một loài thực vật có hoa trong họ Cúc. Loài này được (Franch.) Hand.-Mazz. mô tả khoa học đầu tiên năm 1938.